# Lista de mesorregiões e microrregiões de Rondônia

Mapa de Rondônia mostrando seus municípios agrupados em microrregiões, que por sua vez estão agrupadas em mesorregiões.

Esta é a lista de mesorregiões e microrregiões de Rondônia, estado brasileiro da Região Norte do país. O estado de Rondônia foi dividido geograficamente pelo IBGE em duas mesorregiões, que por sua vez abrangiam oito microrregiões, segundo o quadro vigente entre 1989 e 2017.
Em 2017, o IBGE extinguiu as mesorregiões e microrregiões, criando um novo quadro regional brasileiro, com novas divisões geográficas denominadas, respectivamente, regiões geográficas intermediárias e imediatas.

## Mesorregiões de Rondônia
| Mesorregião       | Código | Número de municípios | Localização       | Microrregiões | Código |
| ----------------- | ------ | -------------------- | ----------------- | ------------- | ------ |
| Madeira-Guaporé   | 01     | 10                   |                   | Porto Velho   | 001    |
| Madeira-Guaporé   | 01     | 10                   | Guajará-Mirim     | 002           |        |
| Leste Rondoniense | 02     | 42                   |                   | Ariquemes     | 003    |
| Leste Rondoniense | 02     | 42                   | Ji-Paraná         | 004           |        |
| Leste Rondoniense | 02     | 42                   | Alvorada d'Oeste  | 005           |        |
| Leste Rondoniense | 02     | 42                   | Cacoal            | 006           |        |
| Leste Rondoniense | 02     | 42                   | Vilhena           | 007           |        |
| Leste Rondoniense | 02     | 42                   | Colorado do Oeste | 008           |        |

## Microrregiões de Rondônia divididas por mesorregiões

### Mesorregião de Madeira-Guaporé
| Microrregião  | Código | Localização              | Municípios    |
| ------------- | ------ | ------------------------ | ------------- |
| Porto Velho   | 001    |                          | Buritis       |
| Porto Velho   | 001    | Campo Novo de Rondônia   |               |
| Porto Velho   | 001    | Candeias do Jamari       |               |
| Porto Velho   | 001    | Cujubim                  |               |
| Porto Velho   | 001    | Itapuã do Oeste          |               |
| Porto Velho   | 001    | Nova Mamoré              |               |
| Porto Velho   | 001    | Porto Velho              |               |
| Guajará-Mirim | 002    |                          | Costa Marques |
| Guajará-Mirim | 002    | Guajará-Mirim            |               |
| Guajará-Mirim | 002    | São Francisco do Guaporé |               |

### Mesorregião do Leste Rondoniense
| Microrregião      | Código | Localização              | Municípios                |
| ----------------- | ------ | ------------------------ | ------------------------- |
| Ariquemes         | 003    |                          | Alto Paraíso              |
| Ariquemes         | 003    | Ariquemes                |                           |
| Ariquemes         | 003    | Cacaulândia              |                           |
| Ariquemes         | 003    | Machadinho d'Oeste       |                           |
| Ariquemes         | 003    | Monte Negro              |                           |
| Ariquemes         | 003    | Rio Crespo               |                           |
| Ariquemes         | 003    | Vale do Anari            |                           |
| Ji-Paraná         | 004    |                          | Governador Jorge Teixeira |
| Ji-Paraná         | 004    | Jaru                     |                           |
| Ji-Paraná         | 004    | Ji-Paraná                |                           |
| Ji-Paraná         | 004    | Mirante da Serra         |                           |
| Ji-Paraná         | 004    | Nova União               |                           |
| Ji-Paraná         | 004    | Ouro Preto do Oeste      |                           |
| Ji-Paraná         | 004    | Presidente Médici        |                           |
| Ji-Paraná         | 004    | Teixeirópolis            |                           |
| Ji-Paraná         | 004    | Theobroma                |                           |
| Ji-Paraná         | 004    | Urupá                    |                           |
| Ji-Paraná         | 004    | Vale do Paraíso          |                           |
| Alvorada d'Oeste  | 005    |                          | Alvorada d'Oeste          |
| Alvorada d'Oeste  | 005    | Nova Brasilândia d'Oeste |                           |
| Alvorada d'Oeste  | 005    | São Miguel do Guaporé    |                           |
| Alvorada d'Oeste  | 005    | Seringueiras             |                           |
| Cacoal            | 006    |                          | Alta Floresta d'Oeste     |
| Cacoal            | 006    | Alto Alegre dos Parecis  |                           |
| Cacoal            | 006    | Cacoal                   |                           |
| Cacoal            | 006    | Castanheiras             |                           |
| Cacoal            | 006    | Espigão d'Oeste          |                           |
| Cacoal            | 006    | Ministro Andreazza       |                           |
| Cacoal            | 006    | Novo Horizonte do Oeste  |                           |
| Cacoal            | 006    | Rolim de Moura           |                           |
| Cacoal            | 006    | Santa Luzia d'Oeste      |                           |
| Vilhena           | 007    |                          | Chupinguaia               |
| Vilhena           | 007    | Parecis                  |                           |
| Vilhena           | 007    | Pimenta Bueno            |                           |
| Vilhena           | 007    | Primavera de Rondônia    |                           |
| Vilhena           | 007    | São Felipe d'Oeste       |                           |
| Vilhena           | 007    | Vilhena                  |                           |
| Colorado do Oeste | 008    |                          | Cabixi                    |
| Colorado do Oeste | 008    | Cerejeiras               |                           |
| Colorado do Oeste | 008    | Colorado do Oeste        |                           |
| Colorado do Oeste | 008    | Corumbiara               |                           |
| Colorado do Oeste | 008    | Pimenteiras do Oeste     |                           |